# ブレダM30軽機関銃
ブレダM30軽機関銃は、第二次世界大戦にイタリア王国で使用された軽機関銃である。

## 概要
ブレダM30軽機関銃は、イタリア陸軍で使用されていた軽機関銃である。イタリア語では、自動小銃を意味する「fucile mitragliatore」と呼称された。本銃は下記の長所・短所に見るように、褒めるところを探すのが困難なほど性能が悪く、イタリア兵は複数の装備を選択する余地があった場合は、迷わずほかの火器を選んだほどの代物である。それでも本銃はイタリア陸軍にとって、重機関銃や短機関銃に比べて配備数が多かったため、カルカノM1891小銃とならんで主要な小火器であり続けた。

## 開発経緯
第一次世界大戦の前後、工業の未発達や大戦中の混乱から、イタリア軍の兵器の更新は滞りがちであった。後に起こる1936年のエチオピア侵攻でも、部隊の装備は旧式化した第一次大戦前からのものがほとんどであった。
事態を重く見たイタリア軍の上層部は、1924年に第一次大戦で登場した新兵器の1つである軽機関銃の開発をフィアットおよびブレダに依頼した。両者の競作により、フィアット24とブレダ9Cの試作銃が作られ、トライアルの結果、ブレダが勝者となった。

## 開発過程・構造
イタリア軍の機関銃やその他の兵器の開発で有名になったブレダ社は、兵士が携帯できる軽機関銃の開発を進め、ブレダ9Cという試作銃で競作に勝利した。そして、9Cの改良型として本銃を1930年に完成させた。本銃の主な特徴としては、アンバランスな外見・小さな銃身交換用ハンドル・クローズドボルト状態から射撃が行われる・反動利用ショートリコイル方式・機関部右側に固定弾倉を有するなど。
本銃の機関部右側にはフレーム形状の固定弾倉を着脱でき、弾倉は運搬・保管の際には銃から取り外される。弾倉の入り口には弾薬を整列させるためのマガジンリップが設けられておらず、銃の給弾口内部にマガジンリップの機能を果たす加工が施されている。銃側の弾倉ガイドは、弾倉を取り外した際に給弾口を塞ぐ防塵カバーを兼用している。給弾口（弾倉）の後ろにはコッキングハンドルが設けられ、後退させた位置で手動固定するホールドオープン機能を持つ。このホールドオープン機能は銃身交換のほか、射撃直後の銃身内腔に空気を通して冷却するのにも用いられる。機関部の左下には排莢口があり、手動で前後にスライドさせて開閉できる防塵カバーを備えている。
機関部の左前方には銃身固定用のピンがある。遊底を引いて後退位置で固定しておき、銃身固定ピンを外して固定を解いた状態で、銃身の小ハンドルをつかんで反時計方向にやや回転させれば、銃身を前方へ抜き取ることができる。新しい銃身を装着するためには、この逆の手順で組み付けを行う。
給弾要領は、まず銃に装着した弾倉側面のマガジンフォロワーのレバーを装填位置にまで引き、フォロワーのスプリングを圧縮する。弾倉を前方に半回転させて開いて、銃右側面にラッチで固定する。20発の弾薬を収めた挿弾子（真鍮ないし鉄製）を弾倉に挿入して引き抜くと、弾薬だけが弾倉内に保持される。そして、固定ラッチを外して弾倉を元に戻せばフォロワーのストッパーが外れて弾を送れる状態になる、という手間のかかる仕組みだった。次いでコッキングハンドルを後端まで引き、前端まで戻せば、遊底が初弾を薬室へ送り込んで全装填状態となり、撃針が後退位置で保持され射撃準備が完了する。マガジンフォロワーのレバーを引かずに弾倉を開こうとすると、フォロワーのスプリングが変形して給弾不良の原因になり、ひどい場合はフォロワー自体が破損して使用不能になるおそれがあったが、それを防ぐための安全装置はなく、対策は手順を必ず遵守させるべく猛訓練を行うこと以外になかった。
銃身は固定されておらず前後動し、後端はレシーバー内で別部品のロッキングナットに挿入されている。ロッキングナットは前方で銃身後端のラグ、同じく後方で遊底前端のラグとそれぞれ噛み合い、銃身と前進した遊底とを結合させる役割を果たす。射撃の際には、最初に反動を受けた銃身・ロッキングナット・遊底を一体となった状態で後退させ、ロッキングナットが銃側ガイドの働きで小回転して遊底ラグとの閉鎖を解き、遊底が銃身・ロッキングナットから離れて排莢・再装填を行うという、少々乱暴な遅延機構を持つ。この過程で回転するのはロッキングナットだけで、銃身と遊底は前後に直線運動を行う。原理は反動を利用したショートリコイルで、フィアット レベリM1914重機関銃と同じものであるが、本銃固有の欠点として、銃身とレシーバーの組み付け寸法公差を構造上大きくせざるを得ないことが挙げられる。このため、前後動に伴って銃身がぶれてしまい、銃手が銃を正しく保持していたとしても、また、低い発射速度で銃自体のコントロールは容易であったにもかかわらず、集弾性能は非常に悪かった。さらに照準器をいったん調整した状態であっても、銃身を交換すると弾道が変わってしまうため、照準規正をやり直す必要があった。
作動方式そのものはいいかげんなりにシンプルであるが、部品点数は多く、部品の強度や耐久性も不足気味で、開口部や溝が多いこともあいまって砂や埃を巻き込みやすく、機関部の故障が多かった。射撃後の空薬莢を薬室から引き出しやすくするため、機関部のカバーには弾薬に塗油する機構が備わっていた。当時の機関銃は一般的であった弾薬への注油機構は、第二次世界大戦におけるイタリア軍の主戦場だった砂漠で砂塵を機関部に巻き込む原因となり動作不良を引き起こした。
発射速度も当時の他国の軽機関銃に比べると非常に遅いうえ、空冷式機関銃の常として、ある程度使用すると銃身を交換する必要があるが、材質が劣っていたために耐久性が低く、交換の頻度は他国の軽機関銃に比べて高いものだった。銃身交換のための小さな取っ手が装着されているが、銃自体にはキャリングハンドルと呼べるようなものは付属せず、特に射撃直後の熱くなっている銃を携行するのは不便であった。予備銃身は本銃1挺当たり2ないし3本が支給された。

## 長所・短所
長所
- 弾倉が横装填のため伏射が容易。
- 6.5x52mm カルカノ弾を使用するため、有効射程内では対人殺傷力が高い。

短所
- 構造が複雑で機関部の故障が多発。
- 射撃速度が遅く、特に持続射撃では120-180発/分と緩慢。
- 弾薬の装填方法が複雑。
- 弾倉自体が壊れやすい。
- 開口部が多く、塵埃に弱い。
- 銃身材質が良くなく、何度も銃身を取り替えなければならない。
- 作動機構に起因する銃身のぶれが大きく、命中率が悪い。
- 全体に作りが華奢で、乱暴に扱うと破損する。
- 6.5x52mm カルカノ弾は軽量で、対物射撃での威力に劣る。

## ブレダM30軽機関銃のその後
1930年-1937年まで生産され、イタリア軍およびイタリアに駐留中のドイツ国防軍で使用された。ドイツ軍からはMG 099(i)との識別名を与えられている。
1937年にイタリア軍は主弾薬を7.35x51mm カルカノ弾に更新するため、口径を7.35mmにボアアップしたM37に生産を切り替えたが、当時終結したばかりのエチオピア侵攻、始まったばかりのスペイン内戦と、準戦時動員を続けて多額の軍事費を濫費したイタリア軍は、1940年になっても根本的な装備改変には手がつけられないまま開戦に至ってしまう。これに伴って、現用装備の補充を優先するという観点から6.5x52mm カルカノ弾を使用する本銃の生産を再開せねばならなかった。
結局、イタリア軍は第二次世界大戦を6.5mm装備を更新できないまま戦い抜くはめになり、最終的には1945年にイタリア社会共和国が崩壊するまで使用され続けた。
M37は使われないまま倉庫で出番待ちをしていたが、事前にリビアやエチオピアに送られて保管されていたものが弾薬とともに大量にイギリス軍に鹵獲され、蘭印軍に供与されて日本軍と戦ったほか、戦後の植民地独立の混乱の中でアフリカ各地に出回り、独立闘争に使用されている。

## 登場作品

### 映画
『炎の戦線エル・アラメイン』

### ゲーム
『コール オブ デューティシリーズ』
『コール オブ デューティ2 ビッグ レッド ワン』
イタリア軍のマシンガンとして登場する。
『CoD:WWII』
汎用機関銃の名で登場。マルチプレイでのみ登場。
『バトルフィールド1942 ロード・トゥ・ローマ』
イタリア軍の追加軽機関銃として登場する。
『メダル・オブ・オナー アライドアサルト リロード2ND』
『Enlisted』
ノルマンディーキャンペーン、チュニジアキャンペーンにて枢軸側で使用可能。スターリングラードキャンペーンでは、連合側で使用可能。